# Lettonie d'abord
Lettonie d'abord (en letton : Latvija pirmajā vietā, LPV) est un parti politique letton fondé le 14 août 2021 .

## Résultats électoraux

### Élections parlementaires
| Année | Votes  | %    | Rang | Députés | Gouvernement |
| ----- | ------ | ---- | ---- | ------- | ------------ |
| 2022  | 57 033 | 6,24 | 6e   | 9 / 100 | Opposition   |

### Élections européennes
| Année | %    | Rang | Députés | Groupe |
| ----- | ---- | ---- | ------- | ------ |
| 2024  | 6,16 | 7e   | 1 / 9   | PfE    |